# 于克勒
于克勒（法語：Uccle，發音：[ykl] ⓘ），荷兰语名于克尔（荷蘭語：Ukkel，發音：[ˈʏkəl] ⓘ），是比利时布鲁塞尔首都大区的一个市镇，属于比利时法语社群和弗拉芒社群，法语和荷蘭語均为官方语言（但法语使用者居多），面积22.87平方千米，人口83,980人（2020年1月1日）。

## 友好城市
- 法國 塞纳河畔讷伊
- 突尼西亞 迦太基